# La Angostura (Guanajuato)
La Angostura es una localidad perteneciente al Municipio de Yuriria, en el estado mexicano de Guanajuato. Se localiza en la ribera sureste de la Laguna de Yuriria, una de las obras hidráulicas coloniales más antiguas de América Latina. La comunidad forma parte del entorno lacustre que históricamente ha definido la identidad territorial y económica de Yuriria, destacando por su cercanía al cuerpo lagunar y por su importancia en la vida turística y pesquera del municipio. Está situada dentro de la subregión III Suroeste del estado de Guanajuato y se encuentra integrada funcionalmente a la dinámica económica y comercial de la ciudad de Yuriria, de la cual depende administrativamente. Su economía se ha desarrollado en torno a actividades relacionadas con la pesca, la gastronomía de agua dulce y, más recientemente, el turismo local, al contar con embarcaderos, palapas, restaurantes tradicionales y espacios para la observación de aves migratorias. De acuerdo con el Censo de Población y Vivienda 2020 realizado por el Instituto Nacional de Estadística y Geografía (INEGI), La Angostura cuenta con una población de 1,397 habitantes. La comunidad presenta un trazo urbano compacto, con una superficie aproximada de 0.32 km² y una densidad poblacional elevada. Su entorno natural se ve influido por los cambios ecológicos de la laguna, lo que ha generado desafíos ambientales que han impactado tanto al ecosistema como a la economía local.

## Geografía

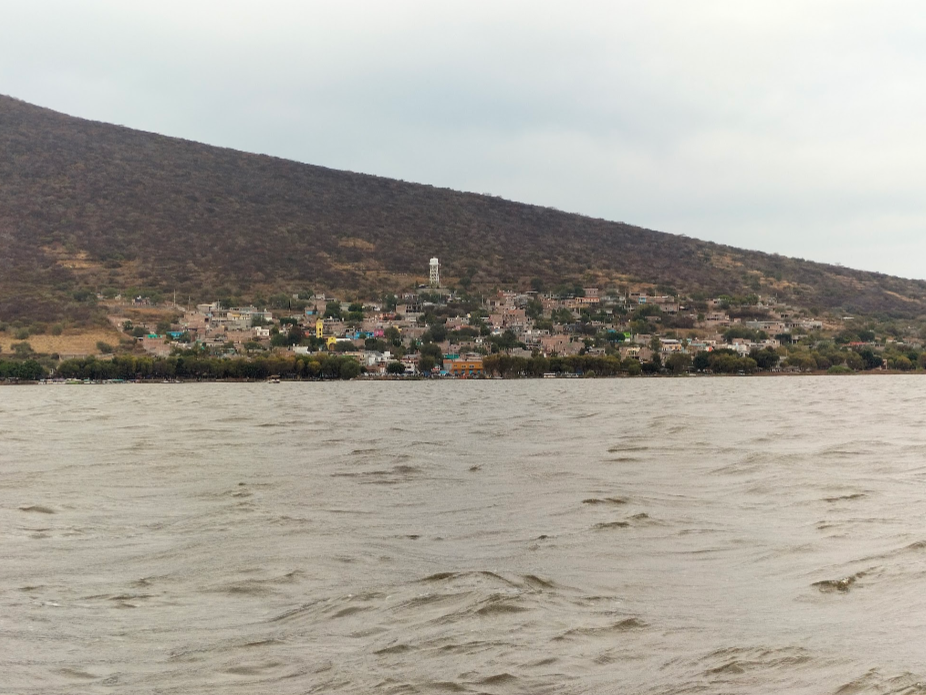
La Angostura

La comunidad de La Angostura se localiza a una altitud de aproximadamente 1,753 metros sobre el nivel del mar, en una región con clima semicálido subhúmedo, caracterizado por lluvias en verano. La temperatura media anual es de 19.7 °C y la precipitación promedio alcanza los 632.7 mm, generando condiciones óptimas para una amplia diversidad de flora y fauna. Geológicamente, La Angostura se asienta sobre suelos de origen ígneo, formados durante el período Mioceno, resultado de antiguas actividades volcánicas. La comunidad forma parte de la cuenca hidrológica de la Laguna de Yuriria, un cuerpo de agua artificial alimentado por el canal de Taramatacheo, que deriva parte del caudal del río Lerma. La vegetación en los alrededores de La Angostura incluye tanto bosque tropical caducifolio como matorral xerófilo, conformando un mosaico ecológico que favorece la presencia de especies como el coyote, la zorra gris, el mapache y el venado cola blanca. Sin embargo, uno de los mayores tesoros naturales de la comunidad es su cercanía a la Laguna de Yuriria, reconocida como Sitio Ramsar y Área de Importancia para la Conservación de las Aves (AICA). Cada año, entre los meses de noviembre y febrero, arriban miles de aves migratorias provenientes del norte del continente, entre las que destaca el pelícano blanco americano (Pelecanus erythrorhynchos), una especie emblemática que viaja para invernar en estas aguas. Los habitantes de La Angostura sienten un profundo aprecio por estas aves, considerándolas parte de su identidad comunitaria y un símbolo viviente de la conexión entre su entorno y los ciclos migratorios de la naturaleza. 

## Demografía
| Gráfica de evolución demográfica |
|                                  |

| Censo | Población |
| ----- | --------- |
| 1900  | 192       |
| 1910  | 191       |
| 1921  | 48        |
| 1930  | 193       |
| 1940  | 240       |
| 1950  | 283       |
| 1960  | 418       |
| 1970  | 544       |
| 1980  | 729       |
| 1990  | 944       |
| 2000  | 1 168     |
| 2010  | 1 410     |
| 2020  | 1 397     |

## Turismo

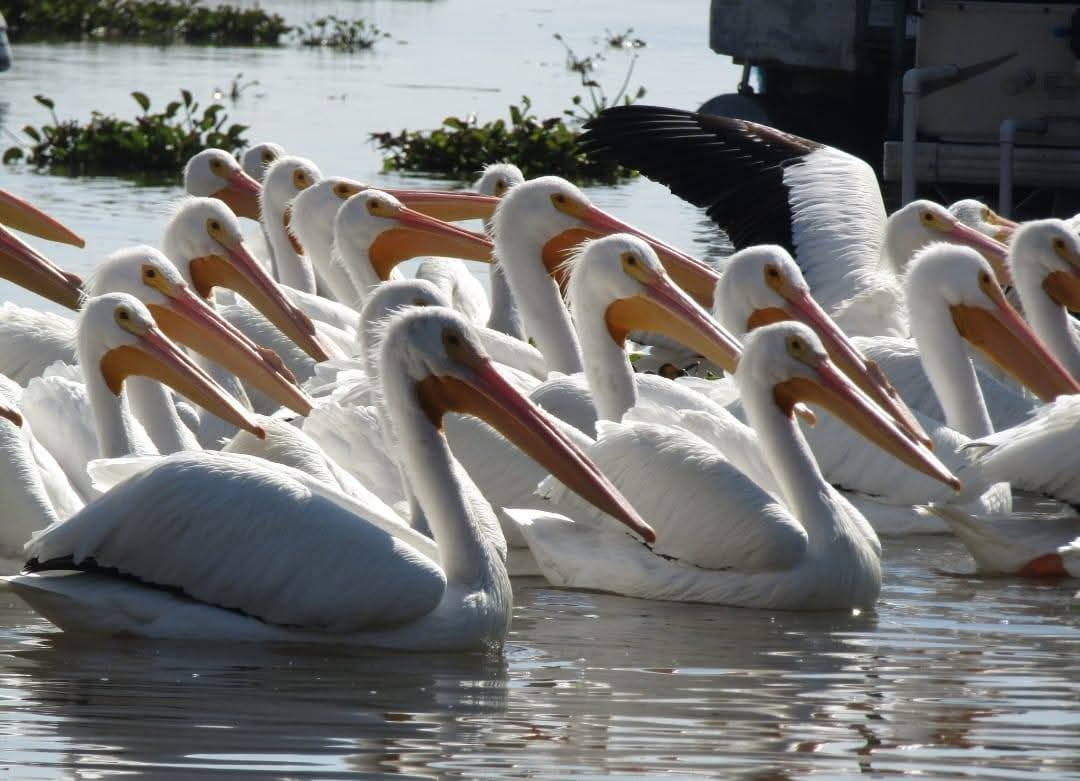
Grupo de Pelícanos en La Angostura

La comunidad de La Angostura, es un destino emergente con una marcada vocación hacia el turismo de naturaleza, el turismo gastronómico y el aviturismo. Gracias a su localización en la ribera sureste de la Laguna de Yuriria, esta localidad ofrece una experiencia turística íntimamente vinculada con el entorno ecológico y cultural de la región. El turismo de naturaleza es fundamental en La Angostura. Su paisaje, caracterizado por cuerpos de agua, matorrales xerófilos y bosque tropical caducifolio, permite actividades como caminatas, paseos en lancha, ciclismo y senderismo interpretativo. La proximidad a la laguna facilita el contacto directo con el entorno natural y la observación de flora nativa en un ambiente libre de desarrollo urbano. En cuanto al aviturismo, la laguna y sus alrededores reciben diversas aves migratorias, entre las que destacan especies como las cercetas alas azules y los pijijes alas blancas, que atraen a aficionados y expertos en la observación de aves interesados en la diversidad y comportamiento de estas poblaciones. El turismo gastronómico es otro pilar importante en La Angostura. Las palapas ubicadas a orillas de la laguna ofrecen una amplia variedad de platillos tradicionales, donde destacan los pescados empapelados, las mojarras fritas y las ancas de rana. Esta oferta culinaria brinda a los visitantes la oportunidad de disfrutar de sabores autóctonos en un entorno natural y relajado. La conjunción de turismo natural, gastronómico y de observación de aves posiciona a La Angostura como un destino atractivo para quienes buscan experiencias auténticas en contacto con la riqueza biocultural del sur de Guanajuato.

## Aviturismo y participación ecológica comunitaria

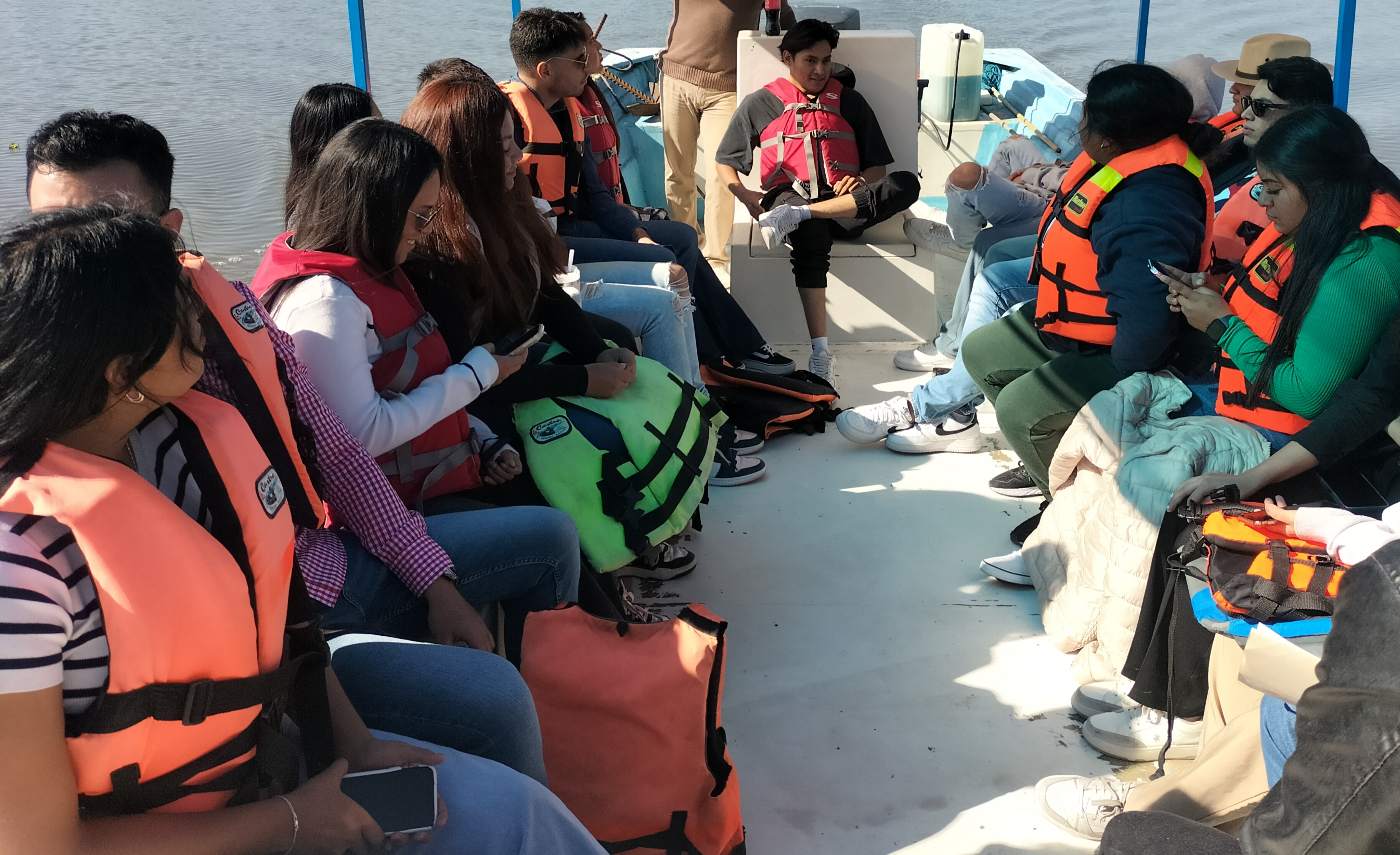
Monitoreo de aves por parte de alumnos de la Universidad de Guanajuato

La comunidad de La Angostura, ha desarrollado una fuerte vocación hacia la conservación ambiental y el aprovechamiento sustentable de sus recursos naturales. En este contexto, el aviturismo no solo ha fortalecido el turismo de naturaleza, sino que también ha impulsado la participación local en acciones de monitoreo ecológico, especialmente en lo referente a las aves acuáticas y migratorias que utilizan este humedal como sitio de descanso, alimentación o anidación. Desde hace algunos años, los habitantes de La Angostura han participado por temporadas en el conteo anual de aves acuáticas coordinado por Ducks Unlimited de México A.C. (DUMAC). Esta actividad forma parte de una estrategia de evaluación de hábitats y clasificación de humedales que busca generar datos científicos sobre la biodiversidad presente en la cuenca de la Laguna de Yuriria. 

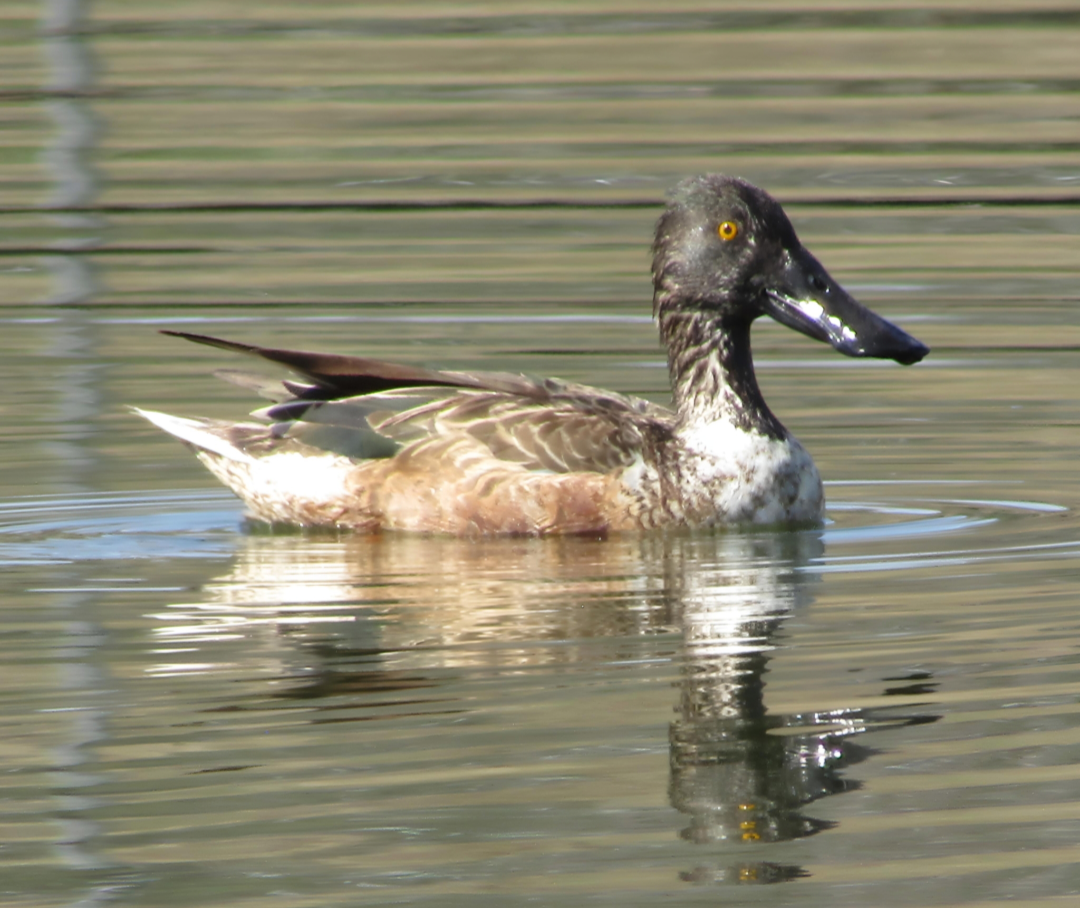
Pato cucharón norteño (Spatula clypeata) en La Angostura

La información obtenida mediante estos censos alimenta bases de datos ambientales de alcance nacional e internacional, fundamentales para la planeación de políticas públicas en conservación. La implementación de estos monitoreos ha sido posible gracias al trabajo conjunto con la Dirección de Medio Ambiente y Ecología del Municipio de Yuriria, así como con la Secretaría de Agua y Medio Ambiente del Estado de Guanajuato (SAMA). Estas instituciones han brindado capacitación técnica a brigadistas, jóvenes voluntarios y actores locales, promoviendo metodologías estandarizadas para la observación y registro de aves, el uso de binoculares, y la aplicación de formatos de conteo avalados por instancias ambientales y académicas. Durante la temporada migratoria, La Angostura recibe también la visita de voluntarios y observadores de plataformas como Naturalista, eBird y AVerAves, quienes registran datos que se integran a proyectos de ciencia ciudadana. En particular, se ha promovido la participación activa de la comunidad en eventos como el October Big Day, jornada global de avistamiento de aves organizada por el Laboratorio de Ornitología de Cornell, donde las observaciones realizadas en la laguna suman a los conteos internacionales en tiempo real. Estas actividades no solo generan datos ecológicos valiosos, sino que también fortalecen la identidad ambiental y la educación ecológica de la población local. Las niñas, niños y jóvenes de la comunidad han sido involucrados a través de talleres, salidas de campo y campañas de sensibilización que promueven el respeto por la fauna silvestre. Esta dinámica ha convertido a La Angostura en un ejemplo regional de integración entre turismo sustentable, conservación del patrimonio natural y participación comunitaria.

## Gastronomía
La gastronomía de La Angostura constituye una expresión profunda de su vínculo con el entorno lacustre que la rodea. Los platillos tradicionales se elaboran a partir de productos obtenidos de la Laguna, lo que ha permitido conservar prácticas culinarias que forman parte del patrimonio intangible de la región. Entre las especialidades más emblemáticas se encuentran los charales fritos, preparados de manera artesanal para resaltar su textura crujiente, así como las ancas de rana, servidas al mojo de ajo o empanizadas, conservando técnicas transmitidas por generaciones. Estas recetas, nacidas de la estrecha relación entre la comunidad y los recursos acuáticos, forman parte esencial de las mesas locales y de las celebraciones familiares. Asimismo, las palapas y cocinas tradicionales de la comunidad ofrecen una rica variedad de pescados preparados con sazón propio. Destaca el pescado empapelado, cocinado con hierbas y vegetales locales que evocan los sabores del humedal; así como los caldos de mojarra y las tortitas de pescado, que reflejan la habilidad culinaria de las cocineras tradicionales. Esta gastronomía, basada en la pesca artesanal y en ingredientes endémicos, no sólo nutre, sino que preserva una identidad cultural ligada íntimamente al humedal, fortaleciendo la memoria colectiva y la continuidad de una cocina de origen lacustre con profundo arraigo comunitario.

## Festividades y tradiciones
La comunidad de La Angostura celebra diversas festividades que reflejan sus tradiciones culturales y religiosas. Una de las más importantes es la fiesta en honor a San José, patrono del lugar, la cual se realiza cada 19 de marzo. Durante esta celebración se organizan actividades religiosas y culturales, 
Como parte de las celebraciones también, se lleva a cabo el concurso gastronómico denominado "El Pelícano Comelón", En este evento, los participantes compiten por consumir más de un kilogramo de mojarras fritas en menos de 20 minutos. La competencia fue creada por Víctor López Arreola y su familia, y ha evolucionado en un atractivo turístico local, destacando la gastronomía basada en los productos de la laguna.

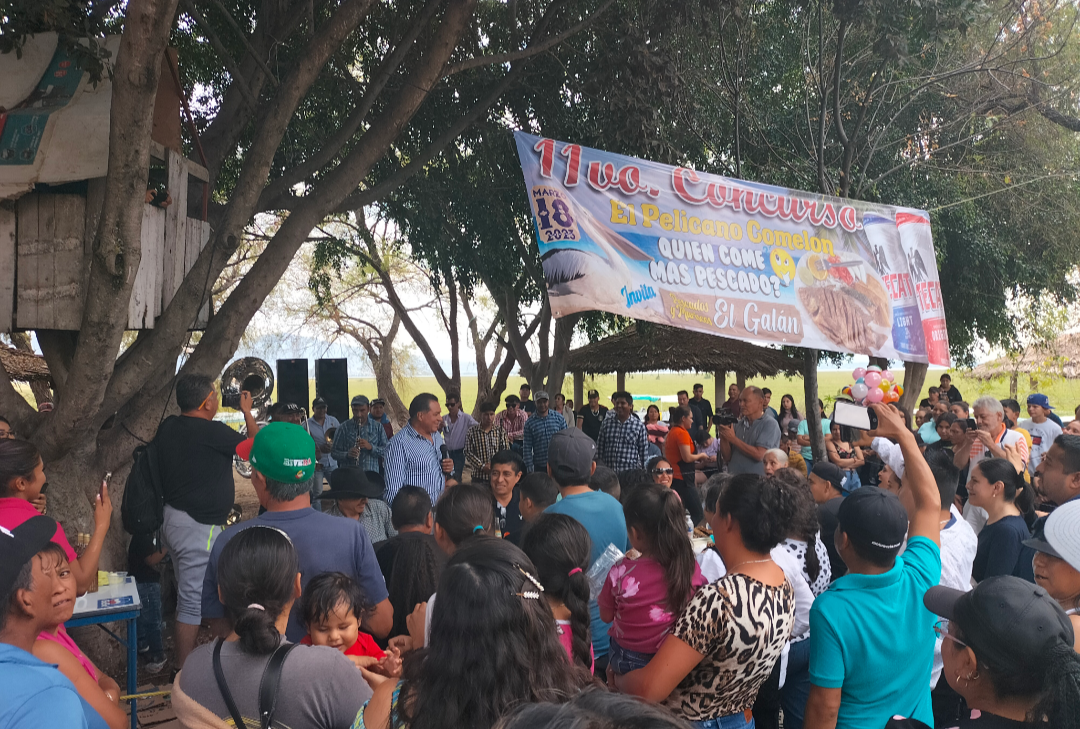
El Pelícano Comelón en su edición 2023

Además de las fiestas patronales, los habitantes de La Angostura también participan en celebraciones tradicionales como el Día de Muertos, con altares y ofrendas a los difuntos, y la Semana Santa, con procesiones y actividades religiosas. Estas festividades forman parte del patrimonio cultural de la región y contribuyen al fortalecimiento del sentido de identidad y pertenencia de la comunidad.